# Окупація Гаїті
Окупа́ція Гаї́ті Сполу́ченими Шта́тами Аме́рики (англ. United States occupation of Haiti) — збройний конфлікт, що відбувався на території Гаїті протягом 1915-1934 в період ведення Америкою політики великого кийка.

## Передісторія
Промислова та фінансова перевага серед інших країн, що були зайняті війною дала змогу США захопили основні світові ринки збуту товарів і джерела сировини й встановити своє панування в західній півкулі. З 1913 по 1920 роки торгівля США з країнами Латинської Америки виросла майже на 400 %. Слідом за економічною експансією в 1915 р. послідувала окупація Гаїті.

## Політика окупаційнної влади
Під натиском окупаційних військ президентом Гаїті був обраний Сюдр Дартігенав (1915—1922). Командування сил США ввело стан облоги, заснувало військові трибунали і провело масові арешти. Одні лідери повстанського руху в вересні 1915 погодилися роззброїти свої загони, інші були розбиті до листопада. У вересні 1915 був підписаний американо-гаїтянський договір строком на 10 років, відповідно до якого фінанси і ресурси Гаїті переходили під контроль США. Армія країни розпускалася; була створена гаїтянська жандармерія під командуванням американських офіцерів. У 1918 вступила в дію нова, розроблена за участю США, конституція. Вона визнавала за іноземцями право на володіння нерухомої і іншою власністю, затвердила акт американської окупації і гегемонію окупаційних властей. Згідно з підписаною угодою, будь гаїтянський законопроєкт повинен був спочатку отримати схвалення місії США. Американці взяли під контроль друк, телефонний і телеграфний зв'язок.

## Виведення військ США
У 1922 президентом Гаїті став інший ставленик США — Ж.Луіс Борно (1922—1930). Незважаючи на репресії, активізувалася опозиційна друк. У 1929 країну охопили масові демонстрації і страйки, спрямовані проти окупаційного режиму. Комісія конгресу США визнала, що ситуація загострюється, і рекомендувала приступити до поступового виведення американської морської піхоти з острова. Новий президент Гаїті стіни Жозеф Венсан (1930—1941) приступив до переговорів з американською стороною, і в липні 1934 було підписано угоду про припинення окупації. Військові сили США виводилися з острова, відновлювалася самостійність Національного банку республіки. 21 серпня прапор США над Гаїті був спущений, а 1 жовтня морська піхота евакуювалася. Правда, американський контроль над фінансами і митницями зберігався до 1947, коли були закінчені платежі по зовнішніх боргах.